# Varun Kumar
Pour les articles homonymes, voir Kumar.
Varun Kumar né le 25 juillet 1995, est un joueur de hockey sur gazon professionnel indien qui joue en tant que défenseur des Punjab Warriors dans la Hockey India League et dans l'équipe nationale indienne.

## Carrière
Né au Punjab, Kumar est originaire de Dalhousie, district Chamba, Himachal Pradesh. Kumar a commencé à jouer au hockey lorsqu'il était à l'école. Il a représenté son état natal du Pendjab aux Championnats nationaux juniors en 2012 et a très bien réussi, obtenant une convocation dans l'équipe nationale junior. Une blessure peu après le tournoi a gardé Kumar silencieux pendant deux ans avant qu'il ne réussisse très bien aux Championnats nationaux juniors de 2014 et qu'il soit rappelé dans l'équipe nationale junior.
Kumar a rapidement réussi à signer avec les Punjab Warriors dans le Championnat d'Inde de hockey sur gazon. Il a été retenu pour la saison 2014. Après la saison, il a été retenu pour une période de deux ans pour les saisons 2015 et 2016 de la ligue.

## International
Kumar a représenté l'équipe junior indienne. Il est devenu le meilleur buteur de l'Inde lors du tournoi sur invitation des quatre nations en Espagne avant d'être sélectionné dans l'équipe de la Coupe du monde junior.